# Georges Dumortier
Pour les articles homonymes, voir Dumortier.
Georges Dumortier, né le 17 mars 1941  à Kain (Tournai),,,, est un flûtiste belge, acteur de la politique culturelle en Communauté française de Belgique.

## Biographie
Georges Dumortier a occupé les fonctions de secrétaire général du Conseil de la Musique de la Communauté française de Belgique et d'administrateur du centre culturel Le Botanique.
Il a aussi été l'animateur de l'émission télévisée Jeunes Solistes.

### Enquête judiciaire
Georges Dumortier a été forcé de démissionner depuis qu'il a fait l'objet d'une enquête de la justice belge en raison de notes de frais jugées anormalement élevées et d'anomalies découvertes dans certaines factures de représentation (35 000 euros de notes de restaurant pour l’année 2005 et usage de fonds publics pour des dépenses d'ordre privé). À la suite de cette affaire, du 11 au 27 octobre 2006, Georges Dumortier a effectué deux semaines de prison préventive.
Le 30 juin 2011, il a été reconnu coupable de faux, escroquerie et prise illégale d'intérêt par le tribunal correctionnel de Bruxelles, mais il a bénéficié d'une suspension du prononcé de la condamnation.